# アグスタウェストランド AW169
AW169
イタリア陸軍が運用するAW169B
- 用途：汎用
- 分類：中型ヘリコプター
- 製造者：レオナルド S.p.A、アグスタウェストランド
- 初飛行：2012年5月10日
- 生産数：2019年で70機以上
- 運用状況：現役

アグスタウェストランド AW169（AgustaWestland AW169） は、レオナルド（旧アグスタウェストランド 、2016年からフィンメッカニカに統合）のヘリコプター部門によって開発および製造された、ツインエンジンの10人乗り4.8tヘリコプターである。
より大型のアグスタウェストランド AW139およびアグスタウェストランド AW189と高度な共通性を持つように設計されている。

## 開発
2010年7月19日のファーンボロー国際航空ショーでアグスタウェストランドは、AW169が開発中であることを正式に発表した。 
アグスタウェストランドによると、4.5トンのAW169は幅広い運用が考慮された中・小型の双発回転翼機である。
設計の早い段階で、運用コストを削減するために、より大型のアグスタウェストランド AW139と、部品面でも、コックピットのレイアウトの面でも幅広い共通性を持つように決定された。
2011年にイギリス政府はAW169開発プログラムのためにアグスタウェストランドに3,300万ドルの融資を提供した。
2012年には、欧州連合は、AW169の開発に資金を提供するための、イタリア政府からアグスタウェストランドへの19年間の総額2億7,200万ユーロの無利子融資を承認した。産業研究費が全体の40％、実験開発費は60％であり、援助費用が9,400万ユーロであった。

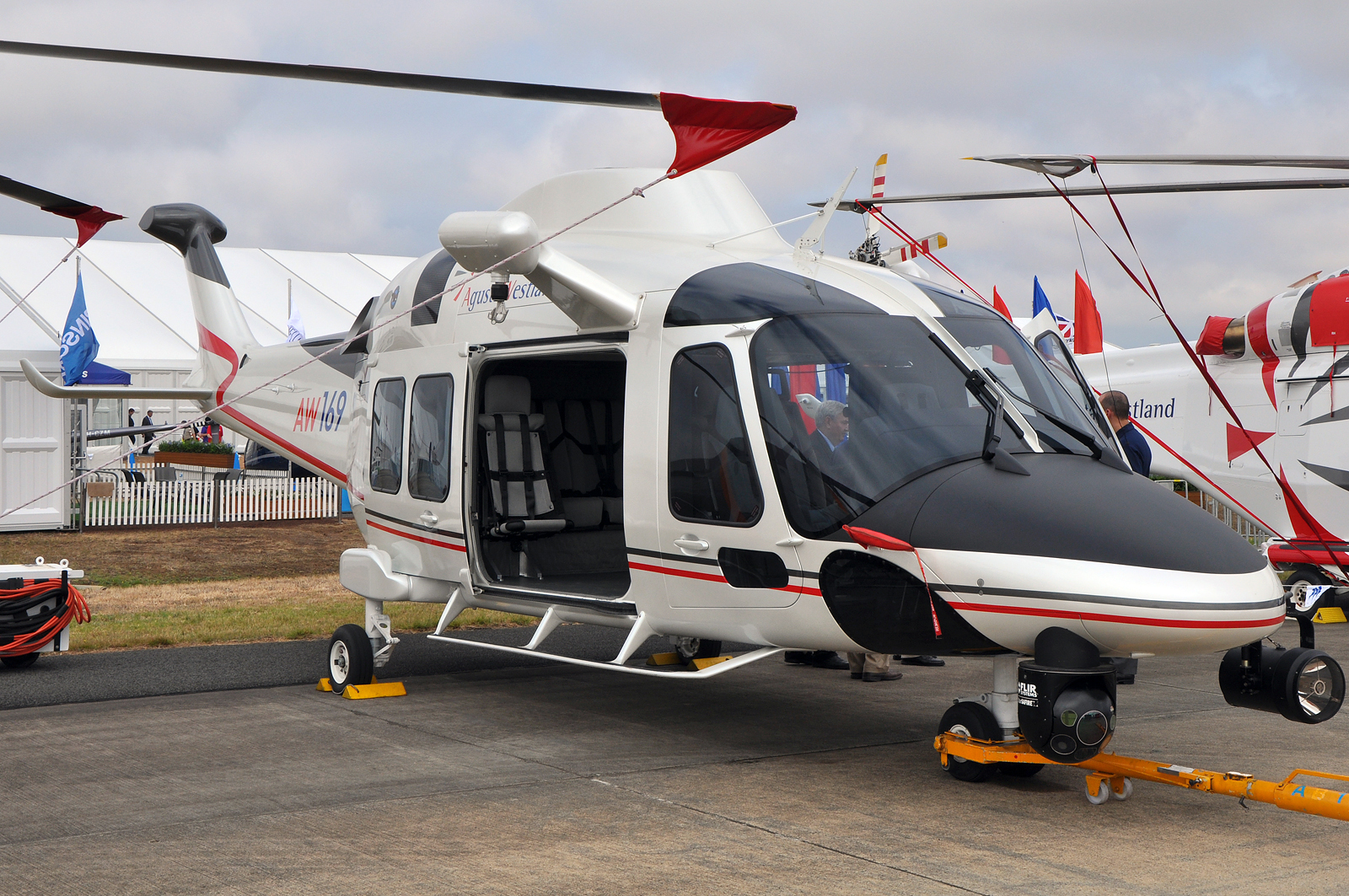
AW169デモンストレーター、2013年

2012年5月10日、最初の試験機が初飛行を行った。テストプログラムは、合計4つの試験機が参加した。2番目と3番目のAW169は、2012年後半に飛行試験プログラムに参加し、2013年に4番目に参加した。
アグスタウェストランドは当初、AW169が2014年に型式証明を取得すると予想しており 、2015年までに量産機が就航することを計画していた。 
2015年7月15日、欧州航空安全機関はAW169の認証を発行した。
2015年11月、連邦航空局による高高度および低高度の飛行試験のために、試験機が米国カリフォルニア州の各地に派遣された。2016年2月にはAW169は連邦航空局による型式証明を取得し、その年の後半には量産機のデリバリーが可能となった。
2012年、アグスタウェストランドは、英国のヨービルにある施設でAW169の製造を計画していると述べた。元々、ローターブレード、ギアボックス、テールローターハブなどのコンポーネントの設計と製造がアグスタウェストランドのイギリス支社によって行われていた。
2015年1月、イタリアのヴェルジャーテにあるアグスタウェストランドの工場で最初の量産型の製造が始まった。初期の量産機はこの工場で生産されることとなった。また、同年中に米国フィラデルフィアの施設に設けられた2番目の生産ラインが稼働した。米国工場では2017年までに年間20機の生産までに増加する予定であった。
しかし、2016年10月、アグスタウェストランドのブランドを取得したレオナルドによって、米国で予定されていた製造を放棄することが決定された。

## 機体の特徴

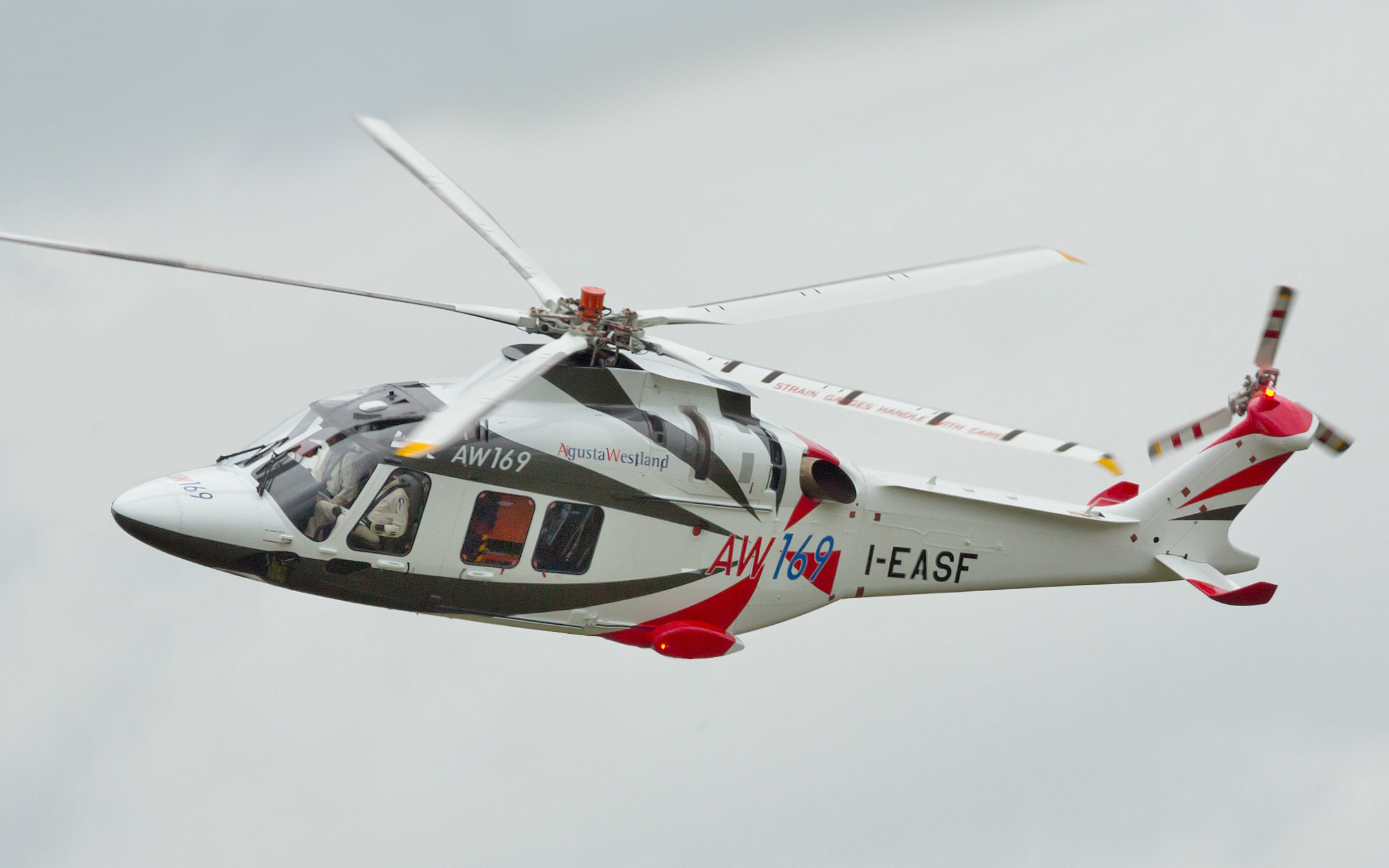

AW169は中型の双発回転翼機である。発表時には、過去30年に登場した同カテゴリーの機体のなかでまったく新しい航空機であるという触れ込みであった。
重量は約4,500 kgで7-10人の乗客を収容する。重量3,175kgでの8人乗りのAW 109GrandNewと、より大型で重量6,400 kg、15人乗りのAW139の中間に位置する機体規模である。
AW169は2機のプラット・アンド・ホイットニー・カナダ PW210A FADECターボシャフトエンジンを搭載している。また、メインローターの速度を調整して騒音を低減し、効率を高める機構を備える。振動を低減してスムーズな乗客体験を実現するため、メインローターのローターブレード間に新開発のダンパーが設置されている。他、同クラスの機種のなかで初めて、電子制御された着陸装置を備えている。
アグスタウェストランドによるとAW 169のユーザーには、ドクターヘリ、法執行機関、VIP輸送、オフショア輸送などがある。
AW169は、3つのディスプレイを備えたロックウェルコリンズ製のグラスコックピットを装備する。タッチスクリーンインターフェイス、デジタルマップ、デュアルレーダー高度計、ADS–B、HUMSシステム、暗視ゴーグルなどさまざまなアビオニクスシステムと互換性を持つ。
コックピットとアビオニクスの多くは、アグスタウエストランドAW139とアグスタAW189に似ており、高い互換性を持つ。
4軸デジタル自動飛行制御システムと地形および交通衝突回避システムを組み込んだデュアル飛行管理システムの使用により、計器飛行方式（IFR）下の単独パイロット飛行が認定された。
AW169には補助動力装置は装備されていない。代わりに、エンジンがアビオニクスや電子機器のために作動し続けている間、ローターを停止しておくクラッチを備えている。
ユーザーの必要に応じて、AW169は完全防氷システムを装備することができる。また、限定的な防氷システムも用意されている。
さまざまな顧客の要件に対応するために、AW169は、補助燃料タンク、レスキューホイスト、カーゴフック、緊急浮揚補助装置、外部カメラ、懸垂下降フィッティング、ワイヤーストライク保護システム、ミッションコンソール、外部スピーカー、外部照明など、多数のオプション機器を選択できる。
多目的用途の装備では、AW169のメインキャビンに最大10人を収容することができる。企業向けの人員輸送装備では最大8人を収容でき、より広々としたVIPレイアウトでは代わりに6〜7人の乗客を収容できる。
Mecaer Aviation Group（MAG）によって開発されたVIPインテリアには、SILENSと呼ばれる騒音・振動低減システムやIFEEL機内エンターテインメントシステム、そして多数の豪華なキャビンが用意されている。
救急医療サービス（EMS）向けの装備では、2台のストレッチャーを装備し、かつキャビンの両側から患者に簡単にアクセスできるように設計されているほか、医療機器を設置することもでる。

## 運用

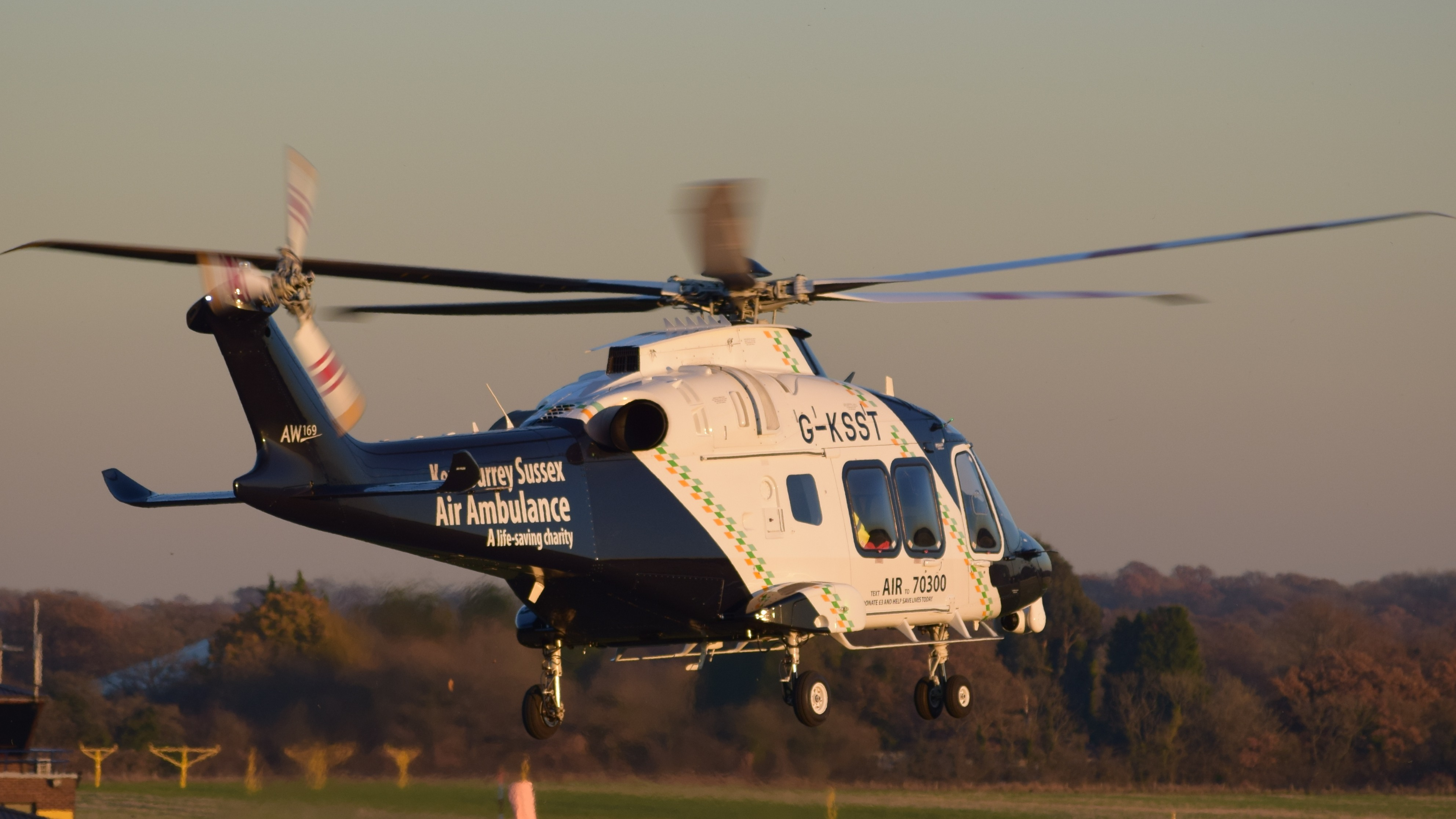
ケント・サリー&サセックス航空救急が運用するAW169G-KSST

2013年4月、アグスタウェストランドはAW169 AASがアメリカ陸軍の武装空中偵察プログラムの候補であることを発表した。これは、総重量が10,000ポンドと候補中で最大の機体であり、置き換え対象のベルOH-58 カイオワのほぼ2倍の重量であった。 
アグスタウェストランドによると大型化した機体は長距離飛行用の燃料タンク、指揮統制装置、あるいは有人機・無人機共同作戦向けの作業を可能にするきわめて柔軟な空間を提供するとしている。
大型化した機体は、戦略輸送機によって空輸できる機体数を始めとした潜在的な課題を持っていた。アグスタウェストランドは、AW169 AASが陸軍の定める分解と再組み立ての時間制限を満たすための解決策があると述べ、大型化した機体の持つ性能を強調した。しかしながら、2013年後半、AASプログラムは調達が行われることなく終了した。
2015年9月、最初のAW169が身元を公表していないVIP顧客に引き渡されたことが報告された。
AW169のローンチカスタマーはLeaseCorporation International （LCI）であった。2015年10月までに、LCIは合計12機のAW169を発注し、海洋資源開発に伴う支援作業に従事するための装備を備えていた。
2014年10月にケント・サリー&サセックス航空救急がイギリスで初めてAW169を使用するヘリコプター救急医療サービス（HEMS）となることが発表された。
2015年12月、アグスタウェストランドとスイス航空救助隊REGAは、AW169の専用捜索救助（SAR）向けの派生型を開発するためのパートナーシップ契約の形成を発表し、3機を発注した 。
2017年4月、レオナルドはAW169がアルゼンチンの国境警備隊に納入されることを発表した 。
2017年7月、ノルウェーの国家警察局は、レオナルドと3億1,300万ノルウェー・クローネで3機のAW169を購入する契約を締結したと発表した。契約は10年間のサポートとメンテナンスが含まれ、総額は6億7,000万ノルウェー・クローネであった。契約には、さらに3機のオプションが含まれている。
機体は2019年までに就役する予定で、使用中の2機のユーロコプター EC135を置き換えるものである。契約の主な競争相手はユーロコプター EC145であった 。
2020年9月、オーストリア国防省は18機のAW169の取得を発表した。機体は使用中のAlouetteIIIを置き換える。
2021年2月、カタール国防省がAW169の発注を公表した。
2024年3月、マケドニア国防省が4機のAW169を発注した。2026年から2028年にかけて納入予定。

## 派生型

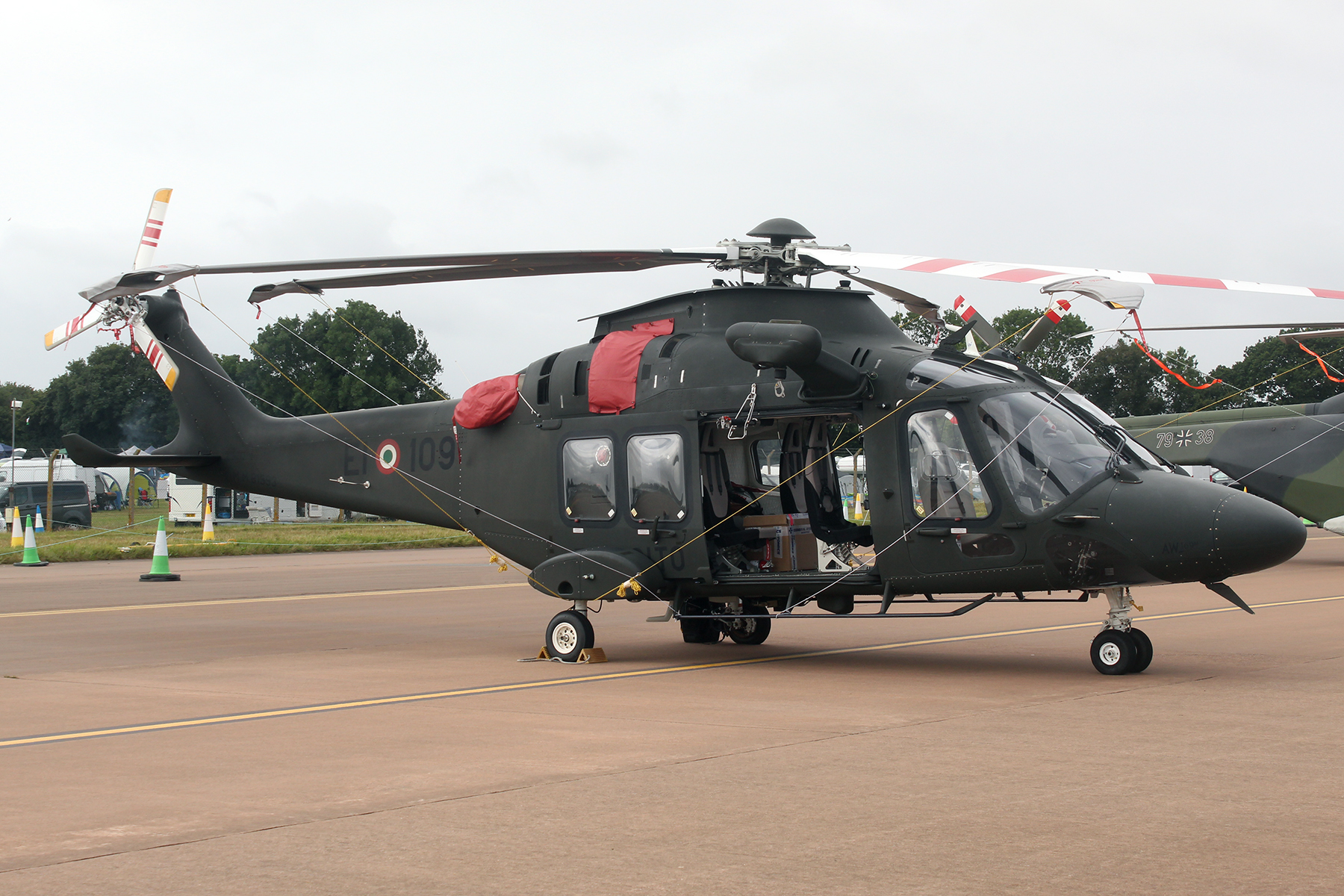
イタリア陸軍が運用するAW169MA

AW169
基本型。
AW169 AAS
アメリカ陸軍の武装空中偵察プログラムのために提案された機体。プログラムは放棄された。
AW169M
イタリア財務警察が発注した多目的機。
AW169MA
イタリア陸軍向けの軍事仕様。 

## 日本における採用
公的機関での採用のほか、報道機関でも採用されている。日本初のAW169は朝日新聞社の報道用ヘリコプターである。
- 公的機関 山口県消防防災航空隊の新機材として配備された[38]。
- 報道機関 朝日新聞社や朝日放送テレビの新機材として導入されている。いずれの機体も生放送用の機材などが搭載される[37][39]。

## 採用国

### 民間型
アルゼンチン
 ドイツ
- Heli Service International GmbH

 イタリア
- 財務警察

 ノルウェー
- 漁業沿岸省外局[40]
- ノルウェー警察[41]

 ニュージーランド
- オークランド・レスキュー・ヘリコプター・トラスト

 スロベニア
- スロベニア警察

 スウェーデン
 イギリス
- スペシャリスト・アビエーション・サービスが複数の地域で航空救急機を運用している。

 アメリカ合衆国

### 軍用型
オーストリア
 イタリア
 北マケドニア
 カタール

## 諸元・性能
出典: レオナルドデータシート 及び、AW169ブロシュアによる
諸元
- 乗員: 1～2名
- 定員: 8～12名の乗客に加えて250 kgの貨物。1台のストレッチャーと7名の医療要員。2台のストレッチャーと5名の医療要員。
- 全長: 14.645m （48 ft 1 in）
- 全高: 4.5m （15 ft 0 in）
- ローター直径: 12.12m （39 ft 9 in）
- 空虚重量: 2,850 kg （6,283 lb）
- 最大離陸重量: 4,800 kg （10,582 lb）
- 動力: プラット・アンド・ホイットニー・カナダPW210A ターボシャフトエンジン、    × 2

性能
- 超過禁止速度: 306 km/h （190 mph）
- 最大速度: 306km/h （190 mph） 165 kn
- 航続距離: 820 km （510 mi） 440 nmi